# Lothar Pellkofer
Lothar Pellkofer (* 1. Juni 1964 in Rosenheim) ist ein deutscher ehemaliger Basketballspieler.

## Laufbahn
Lothar Pellkofer spielte für den Sportbund DJK Rosenheim in der 2. Basketball-Bundesliga, 1987 wechselte er zum SSV Ulm. Mit den „Spatzen“ gelang ihm 1988 der Aufstieg in die Basketball-Bundesliga. Anschließend stand er im Hemd der Ulmer Mannschaft auch in der höchsten deutschen Spielklasse auf dem Feld und kam zu Einsätzen im Europapokal. Später gehörte er noch zur Mannschaft des SV Oberelchingen. Pellkofer war in Oberelchingen auch als Trainer tätig, in den Spieljahren 1997/98 und 1998/99 fungierte er als Co-Trainer des Bundesligisten.